# Großbeeren
Großbeeren település Németországban, azon belül Brandenburgban. Lakosainak száma 9148 fő (2023. december 31.). Großbeeren Stahnsdorf, Blankenfelde-Mahlow, Ludwigsfelde, Marienfelde és Lichtenrade községekkel határos.

## Népesség
A település népességének változása:
| Lakosok száma | 3452 | 3171 | 3778 | 6077 | 7034 | 8398 | 8804 | 8891 | 9073 | 9148 |
|               | 1985 | 1990 | 1995 | 2000 | 2005 | 2015 | 2020 | 2021 | 2022 | 2023 |